# Doñihue
Doñihue ist eine Stadt und Gemeinde in der Provinz Cachapoal in der Región del Libertador General Bernardo O’Higgins in Chile. Bei der Volkszählung im Jahr 2017 hatte sie 20.887 Einwohner. Die Gemeinde erstreckt sich über eine Fläche von 78,2 km².

## Geschichte
Sie ist antiken Ursprungs und erhielt am 27. Juni 1873 den Titel einer Stadt.

## Bevölkerung
Laut der Volkszählung des Nationalen Statistikinstituts von 2002 hatte Doñihue 16.916 Einwohner (8475 Männer und 8441 Frauen). Davon lebten 15.590 (92,2 %) in städtischen Gebieten und 1326 (7,8 %) in ländlichen Gebieten. Die Bevölkerung wuchs zwischen den Volkszählungen 1992 und 2002 um 16 % (2338 Personen). Im Jahr 2017 zählte man 20.887 Personen.

## Persönlichkeiten
- Benjamín Vidal (* 1991), Fußballspieler